# Шишкин, Александр Фёдорович (философ)
Алекса́ндр Фёдорович Ши́шкин (23 декабря 1902, Российская империя — 6 ноября 1977, СССР) — советский философ, специалист по этике, доктор философских наук, профессор, удостоенный звания «Заслуженный деятель науки РСФСР» (1963).

## Биография
В 1926 году окончил Ленинградский институт внешкольного образования и работал там преподавателем до осени 1932 года. Затем был назначен директором Вологодского пединститута. Основал кафедру философии МГИМО и руководил ею с 1949 по 1977 год. В 1954 году защитил докторскую диссертацию «Основы марксистской этики и критика современных буржуазных этических теорий».

## Память
В память А. Ф. Шишкина МГИМО регулярно проводит Шишкинские чтения, а основанная им кафедра философии носит его имя.

## Научные труды
Один из авторов 6-томной «Истории философии». Публикации Шишкина были включены в учебные программы по курсу марксистской этики для вузов, а книга о буржуазной морали переведена на немецкий и польский языки.
- Педагогические идеи Канта // Советская педагогика. 1938. № 7;
- Теория воспитания Дени Дидро // Там же. № 10;
- О сущности теории естественного воспитания Ж.-Ж.Руссо // Там же. 1939. № 7;
- Буржуазная мораль — оружие империалистической реакции. М.: Издательство Академии наук СССР, 1951. — 163 с.;
- Основы коммунистической морали. М., 1955;
- Из истории этических учений. М., 1959;
- Основы марксистской этики. М., 1961;
- XX век и моральные ценности человечества. (Совм. С К. А. Шварцман). М., 1968;
Рецензия: Л. К. Гринберг, В. Г. Иванов, В. П. Кобляков , Б. Д. Яковлев (Ленинград). А. Ф. Шишкин, К. А. Шварцман. XX век и моральные ценности человечества // Вопросы философии. — 1969. — № 8. — С. 165—167.
- Марксистская концепция человека и современный натурализм в этике // Вопросы философии. 1977. № 7.
- О нравственных ценностях в современном мире // Там же. № 11;
- История и нравственность. (К вопросу о детерминизме и нравств. Оценки в истории) // Там же. 1978. № 4;
- Человеческая природа и нравственность. Историко-критический очерк. М., 1979/